# Ringwall Schlossberg (Grafing)
Der Ringwall Schlossberg ist eine abgegangene frühmittelalterliche Ringwallanlage (Wallburg) bei 520 m ü. NHN auf dem „Schlossberg“ etwa 525 bis 700 Meter südlich des Schlosses Elkofen bei Oberelkofen, einem Ortsteil von Grafing bei München im Landkreis Ebersberg in Bayern.

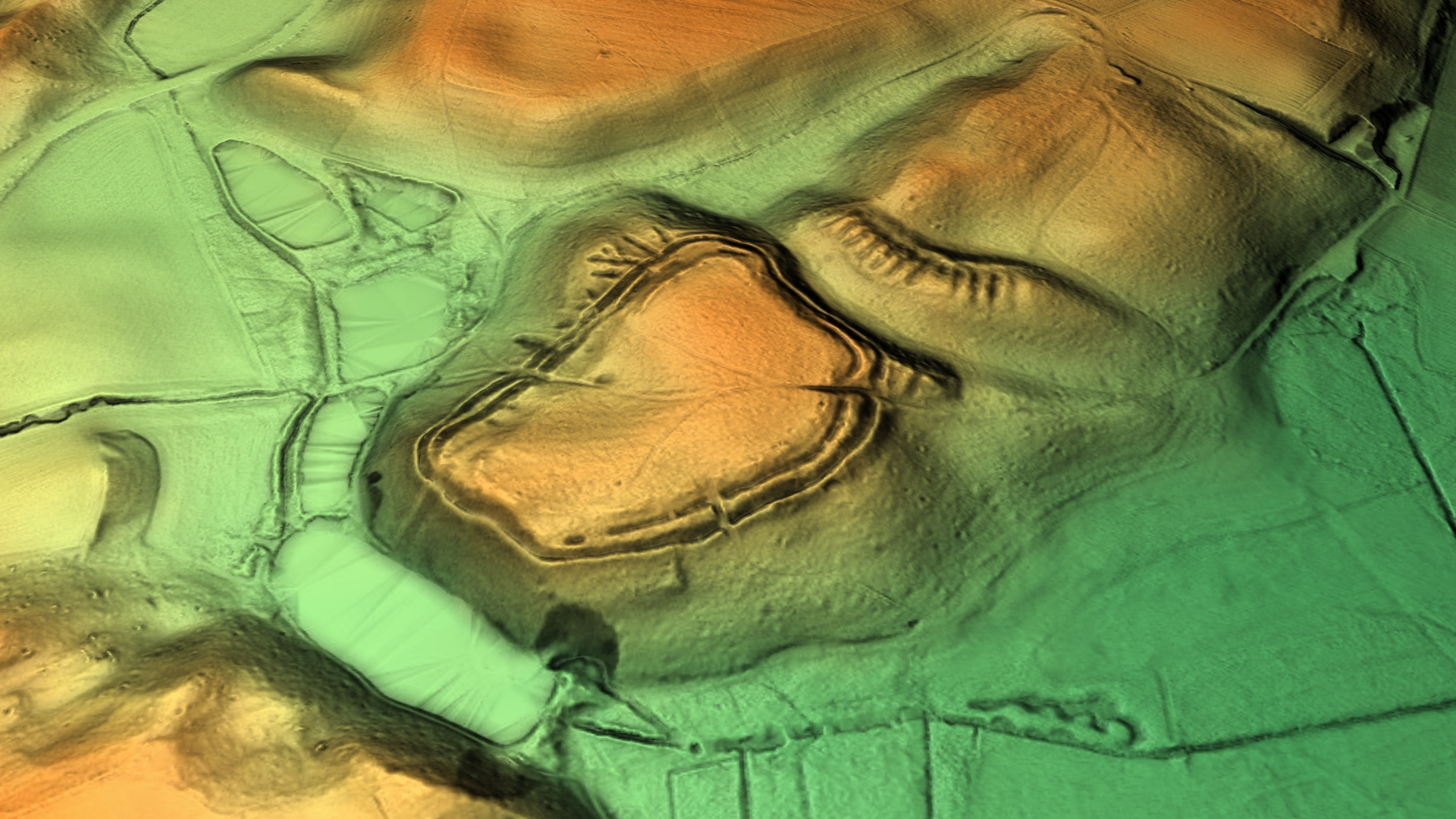
3D-Ansicht des digitalen Geländemodells

Von der ehemaligen Ringwallanlage mit einem Durchmesser von etwa 200 bis 250 Metern, die vermutlich den Ungarnwällen zuzuordnen ist, sind noch Wall- und Grabenreste erhalten. Heute ist die Stelle als Bodendenkmal D-1-7937-0028 „Höhensiedlung der frühen und mittleren Bronzezeit sowie Ringwall karolingisch-ottonischer Zeitstellung ("Schlossberg")“ vom Bayerischen Landesamt für Denkmalpflege erfasst.